# 施泰尔运动枪有限公司

公司标志

施泰尔运动枪有限公司（Steyr Sportwaffen GmbH）是奥地利气枪（步枪和手枪）生产商。生产的主要目标是在国际射击运动协会的赛事和奥运会项目，比如10米气手枪、10米气步枪的枪支上。
公司是施泰尔-曼利夏的子公司，成立于2001年。
施泰尔公司最著名的系列是预压式（pre-charged pneumatic，空气压缩式）施泰尔LP10气枪，在2004年雅典奥运会上男子和女子10米气手枪项目的冠亚军都是使用这个型号的气手枪。

## 产品

### 手枪
- 施泰尔LP1
- 施泰尔LP2
- 施泰尔LP5
- 施泰尔LP10
- 施泰尔LP50

### 步枪
- 施泰尔LGB1
- 施泰尔LG110